# Église Saint-Vigor de Villers-Canivet
L'église Saint-Vigor de Villers-Canivet est une église catholique située à Villers-Canivet, en France.

## Localisation
L'église est située dans le département français du Calvados, sur la commune de Villers-Canivet, au milieu du cimetière.

## Historique
L'édifice date en partie du XIe siècle.

## Architecture
L'édifice est classé au titre des monuments historiques le 6 juillet 1946.

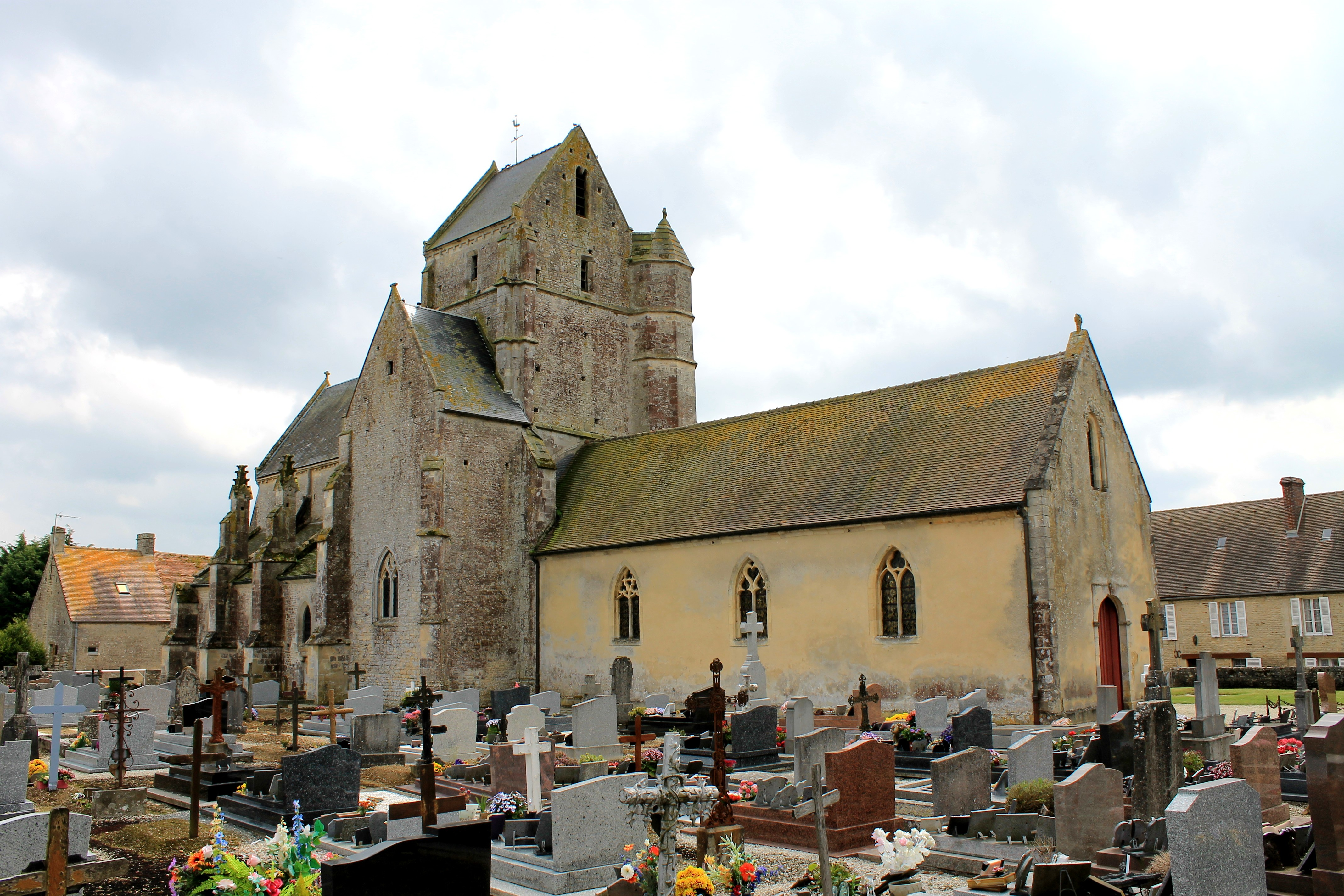
Vue extérieure de l’édifice.

## Mobilier
L'église abrite un lutrin du XVIIe siècle classé à titre d'objet.

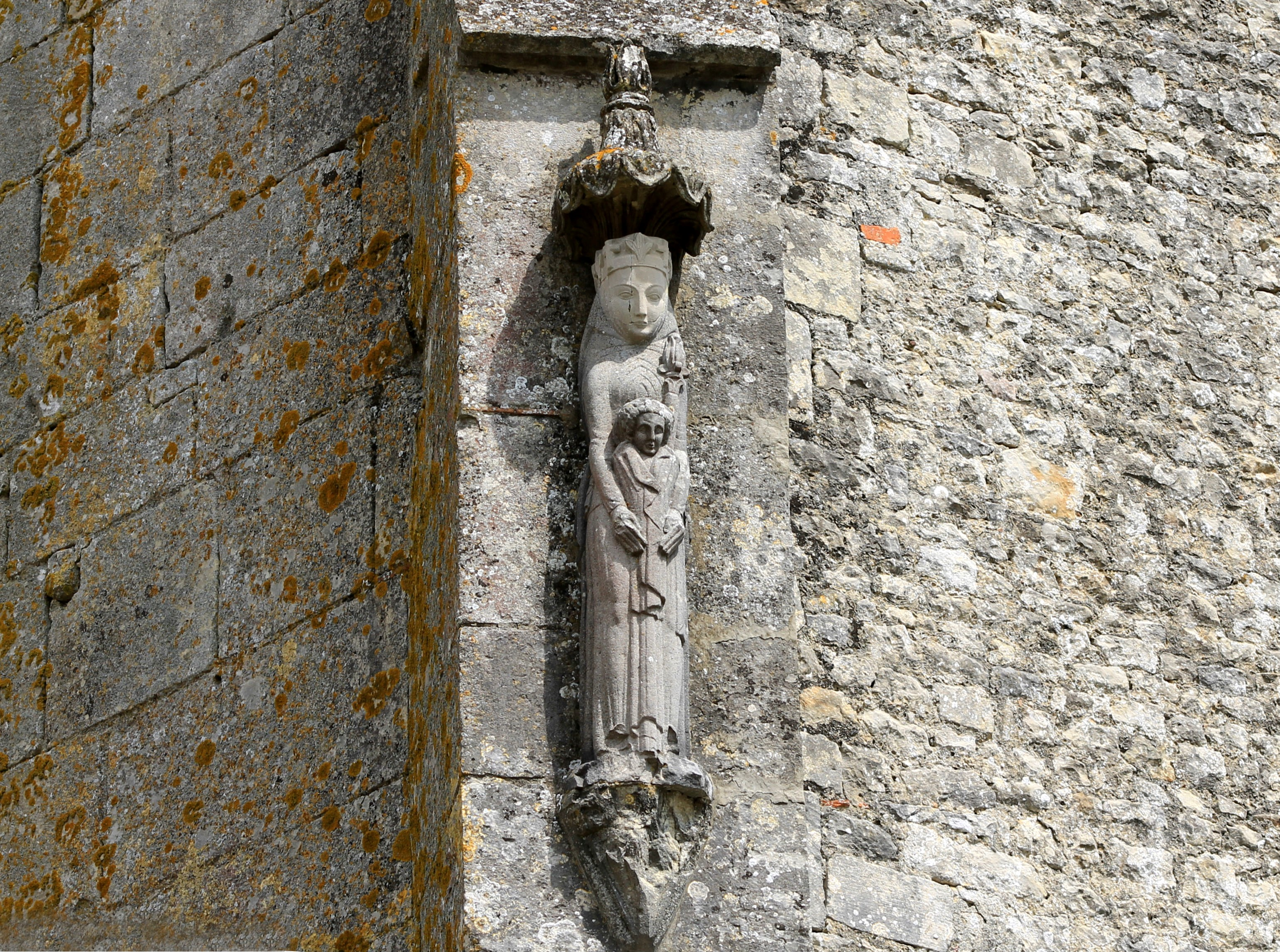
Statue de la Vierge à l'Enfant, à l'extérieur.